# What Makes Lizzy Dizzy
What Makes Lizzy Dizzy? è un cortometraggio statunitense del 1942, diretto da Jules White.

## Trama
Lizzy e la sua amica Aggie sono impiegate presso la lavanderia industriale del signor Kelley. I loro fidanzati Harry e Bill sono incaricati di scoprire gli autori del furto che è da poco stato perpetrato ai danni della cassaforte di Kelley.
Intanto si avvicina la data del torneo di bowling fra lavanderie della città, dotato di un’ingente somma di denaro come premio. Al torneo partecipano, per Kelley, le due ragazze, ed in particolare Lizzy mostra delle mosse sportive mirabolanti.
La lavanderia Kelley si sta per aggiudicare la gara, quando i malfattori si introducono nei locali di gioco e si produce un’esplosione.